# Tanisha Crasto
Tanisha Crasto (Hindi तनीषा क्रैस्टो; * 5. Mai 2003 in Dubai) ist eine indische Badmintonspielerin.

## Karriere
Tanisha Crasto siegte 2023 beim Abu Dhabi Masters und dem Guwahati Masters. 2024 startete sie auch bei den Olympischen Spielen in Paris. Im Damendoppel schied sie dabei gemeinsam mit Ashwini Ponnappa schon in der Vorrunde aus.

## Erfolge

### BWF World Tour
Damendoppel
| Jahr | Wettbewerb              | Level     | Partner          | Gegner                                          | Ergebnis            | Resultat |
| ---- | ----------------------- | --------- | ---------------- | ----------------------------------------------- | ------------------- | -------- |
| 2023 | Abu Dhabi Masters       | Super 100 | Ashwini Ponnappa | Julie Finne-Ipsen Mai Surrow                    | 21–16, 16–21, 21–8  | Sieger   |
| 2023 | Syed Modi International | Super 300 | Ashwini Ponnappa | Rin Iwanaga Kie Nakanishi                       | 14–21, 21–17, 15–21 | Finalist |
| 2023 | Guwahati Masters        | Super 100 | Ashwini Ponnappa | Sung Shuo-yun Yu Chien-hui                      | 21–13, 21–19        | Sieger   |
| 2023 | Odisha Masters          | Super 100 | Ashwini Ponnappa | Meilysa Trias Puspita Sari Rachel Allessya Rose | 14–21, 17–21        | Finalist |
| 2024 | Guwahati Masters        | Super 100 | Ashwini Ponnappa | Li Huazhou Wang Zimeng                          | 21–18, 21–12        | Sieger   |

Mixed
| Jahr | Wettbewerb              | Level     | Partner          | Gegner                                          | Ergebnis            | Resultat |
| ---- | ----------------------- | --------- | ---------------- | ----------------------------------------------- | ------------------- | -------- |
| 2022 | Syed Modi International | Super 300 | Ishaan Bhatnagar | Hema Nagendra Babu Thandarang Srivedya Gurazada | 21–16, 21–12        | Sieger   |
| 2023 | Odisha Masters          | Super 100 | Dhruv Kapila     | Terry Hee Tan Wei Han                           | 17–21, 21–19, 23–21 | Sieger   |
| 2024 | Syed Modi International | Super 300 | Dhruv Kapila     | Dechapol Puavaranukroh Supissara Paewsampran    | 21–18, 14–21, 8–21  | Finalist |

### BWF International Challenge / Series
Damendoppel
| Jahr | Wettbewerb            | Partner                            | Gegner                         | Ergebnis     | Resultat |
| ---- | --------------------- | ---------------------------------- | ------------------------------ | ------------ | -------- |
| 2016 | Bahrain International | Variella Aprilsasi Putri Lejarsari | Farha Mather Ashna Roy         | 21–12, 21–18 | Sieger   |
| 2021 | India International   | Rutaparna Panda                    | Treesa Jolly Gayatri Gopichand | 21–23, 14–21 | Finalist |
| 2023 | Nantes International  | Ashwini Ponnappa                   | Hung En-tzu Lin Yu-pei         | 21–15, 21–14 | Sieger   |

Mixed
| Jahr | Wettbewerb           | Partner               | Gegner                            | Ergebnis            | Resultat |
| ---- | -------------------- | --------------------- | --------------------------------- | ------------------- | -------- |
| 2021 | India International  | Ishaan Bhatnagar      | K. Sai Pratheek Gayatri Gopichand | 21–16, 21–19        | Sieger   |
| 2021 | Scottish Open        | Ishaan Bhatnagar      | Callum Hemming Jessica Pugh       | 15–21, 17–21        | Finalist |
| 2023 | Nantes International | K. Sai Pratheek       | Mads Vestergaard Christine Busch  | 21–14, 14–21, 17–21 | Finalist |
| 2024 | India International  | Hariharan Amsakarunan | Rohan Kapoor Ruthvika Shivani     | 17–21, 19–21        | Finalist |

### Junioren
Damendoppel
| Jahr | Wettbewerb        | Partner     | Gegner                      | Ergebnis            | Resultat |
| ---- | ----------------- | ----------- | --------------------------- | ------------------- | -------- |
| 2019 | Bulgarian Juniors | Aditi Bhatt | Bengisu Erçetin Zehra Erdem | 21–15, 18–21, 21–18 | Sieger   |
| 2019 | Dubai Juniors     | Aditi Bhatt | Treesa Jolly Vishwanath Sri | 21–17, 21–17        | Sieger   |

Mixed
| Jahr | Wettbewerb    | Partner          | Gegner                                    | Ergebnis            | Resultat |
| ---- | ------------- | ---------------- | ----------------------------------------- | ------------------- | -------- |
| 2019 | India Juniors | Ishaan Bhatnagar | Benyapa Aimsaard Ratchapol Makkasasithorn | 12–21, 22–20, 20–22 | Finalist |